# رباطک (بغلان)
رباطک (به لاتین: Robatak) یک منطقهٔ مسکونی در افغانستان است که در ولایت بغلان واقع شده‌است.